# Animaniacs (jogo eletrônico)
Animaniacs (アニマニアクス, Animaniakusu) é uma série de jogos de plataformas desenvolvidas pela Konami, baseados na grande série animada de mesmo nome.
Dois jogos foram desenvolvidos apresentando diferenças significativas de gameplay e história; Um para o Super Nintendo e o outro para o Sega Mega Drive/Genesis e Game Boy. As versões para SNES e Mega Drive/Genesis foram lançadas em 1994 e a versão para Game Boy, em 1995.

## Enredo
Na versão de Mega Drive/Genesis, os Irmãos Warner (Yakko, Wakko e Dot) decidem abrir uma loja de cultura pop para se aproximarem de suas estrelas de cinema favoritas. Para esse fim, eles viajam por vários sets de filmagem dos estúdios Warner Bros a fim de recuperar a memorabilia/lembranças de filmes para venderem. No entanto, assim que eles coletaram todos as lembranças, Pinky e Cérebro tentam roubá-los para progredir em seus planos de dominação mundial.
Na versão de SNES, Cérebro, mais uma vez, tem um plano para poder conquistar o mundo. Ele decide roubar o script (em português, roteiro) de um novo filme da Warner Bros. que ainda está em desenvolvimento. O CEO da Warner pede ajuda aos Irmãos Warner para recuperarem todas as 24 páginas do script e arruinar o plano de Cérebro, que é o principal objetivo do jogo. Dependendo se o jogador coletou todas as partes do script ou não, o final pode mudar:
- Se não coletar todos, tem um final ruim;
- Se coletar apenas 10, tem um final neutro;
- Se coletar todos, tem um final feliz;

## Jogabilidade

### Versão de Mega Drive/Game Boy
O jogo apresenta quatro fases principais, que podem ser entradas em qualquer ordem. O jogador deve chegar ao final de cada uma e derrotar um chefe para obter uma peça de lembranças de filme. Uma quinta fase irá ser aberta após obter a última peça. Após terminar as cinco fases, o jogador vai para a última fase, onde há uma luta contra Pinky e Cérebro. Os jogadores controlam Yakko, Wakko e Dot, podendo trocar o controle entre eles para usar seus respectivos poderes. Yakko usa um paddle ball (aquele brinquedo que consiste em uma raquete com uma bola presa á ela por um barbante) para atordoar inimigos e também consegue empurar e puxar objetos, como caixas. Wakko usa uma marreta que pode ser usada para acertar interruptores, quebrar certos objetos e fusíveis de luz. Dot consegue mandar beijos que, quando usados em certos personagens, desencadeiam certas ações necessárias para progredir.
Os Irmãos (e Irmã) Warner têm indicadores de vida e um número de vidas extras. As vidas podem ser aumentadas obtendo 100 estrelas, ou obtendo pequenas formas douradas de seus rostos. Suas vidas são indicadas pelos rostos na parte superior esquerda da tela. Quando sorriem, eles estão saudáveis, mas quando parecem cansados, tristes ou fracos, eles precisam achar vida rápido (que é encontrada na forma de vários tipos de sorvetes, doces ou outros tipos de comida). As fases têm tempo.
Essa versão foi portada para o Game Boy pela Factor 5, mas devido á limitações de espaço, apenas três fases estão presentes nessa versão e certas partes das três fases estão ausentes. Ambas   Science Fiction/Space Opera – Space Wars (Space Trucking) e quase todas as fases finais de Action Movie – Once There Was A Man Named Oscar estão ausentes nessa versão. No modo fácil, a versão de Game Boy acaba cedo, nas três primeiras fases. No modo normal e difícil, a versão do Game Boy continua após o jogador completar as três primeiras fases, indo para Once There Was A Man Named Oscar e batalha contra Pinky e Cérebro.

### Versão de Super Nintendo
O jogador navega com os 3 personagens por um mapa de jogo tridimensional. O objetivo principal do jogo é coletar as 24 páginas do script, porém o jogo pode ser terminado sem pegar nenhuma delas. O jogo foca bastante em paródias de filmes nas fases, que são baseadas em diferentes gêneros de filmes. As fases são: Sci-Fi Studio (Estúdio De Ficcão Científica); Fantasy Studio (Estúdio Da Fantasia); Adventure Studio (Estúdio Da Aventura); Aquatic Studio (Estúdio Aquático); e Editing Room (Sala De Edição).
Os personagens não tem barra de vida, vidas (o jogo só termina quando todos os personagens são derrotados/capturados, um por um) ou habilidades especiais. Personagens podem pegar e jogar objetos pelas fases e executar um movimento dash. Se o trio estiver junto, eles podem temporariamente subir um no outro para alcançar plataformas mais altas. Uma máquina caça-níqueis na parte inferior da tela é ativada quando obtido um certo número de moedas e pode ser usado para uma série de power ups, como invencibilidade temporária ou trazer personagens derrotados/capturados mais cedo de volta.
Ao longo do jogo, existem robôs pequenos com cabeças de bloco brancas, corpos vermelhos e apêndices amarelos que trabalham para Pinky e Cérebro.

## Recepção
Analisando a versão de Mega Drive, a GamePro avaliou que o jogo sucessivamente apela para o público-alvo pré-adolescente da TV. Eles criticaram a música limitada e a ausência de vozes, mas elogiaram os gráficos cartunescos e detalhados e a maneira que o design das fases necessitam que o jogador utilize regularmente todos os três personagens. Eles deram uma crítica negativa á versão de SNES, citando a jogabilidade excessivamente simplista e frustrante, embora elogiando os gráficos pelos seus sprites grandes e coloridos e pelas referências de fundo ao programa de TV. Analisando a versão de Game Boy, eles criticaram o movimento lento dos personagens e a jogabilidade de "tentativa e erro", mas aprovaram os gráficos, áudio e concluíram: "O humor e o espírito dos Animaniacs vivem nesse jogo portátil."
Super Play foi mais negativa com a versão de SNES, dando apenas 28%.
Digital Press deu á versão de Mega Drive uma nota 8 de 10.
Next Generation analisou a versão para Mega Drive do jogo, avaliando-a com 3 de 5 estrelas, e disse "A inovação de ponta não está aqui, mas o que está aqui é bastante divertido."